# Ercolania evelinae
Ercolania evelinae is een slakkensoort uit de familie van de Limapontiidae. De wetenschappelijke naam van de soort is voor het eerst geldig gepubliceerd in 1959 door Marcus.